# Uruburetama (ort)
Uruburetama är en ort i Brasilien.   Den ligger i kommunen Uruburetama och delstaten Ceará, i den östra delen av landet, 1 600 km nordost om huvudstaden Brasília. Uruburetama ligger 127 meter över havet och antalet invånare är 12 075.
Terrängen runt Uruburetama är kuperad. Närmaste större samhälle är Itapipoca, 16,5 km nordväst om Uruburetama. 
Omgivningarna runt Uruburetama är huvudsakligen savann. Runt Uruburetama är det ganska tätbefolkat, med 78 invånare per kvadratkilometer.